# Fondazione Pro Musica e Arte Sacra
Die Fondazione Pro Musica e Arte Sacra wurde im Jahr 2002 in Rom, Italien von Hans-Albert Courtial gegründet und hat den Zweck, sakrale Kunst und Musik zu fördern und zu ihrer Erhaltung beizutragen. Dies geschieht zum Beispiel durch Organisation des Festival Internazionale di Musica e Arte Sacra, ein Festival, das jedes Jahr in den päpstlichen Basiliken Roms und des Vatikans organisiert wird und dessen Orchestra in Residence die Wiener Philharmoniker sind.

## Festival Internazionale di Musica e Arte Sacra
Seit 2002 findet das Festival jährlich in Rom statt, im Jahr 2008 sogar in Anwesenheit von Papst Benedikt XVI.

## Brucknerzyklus
Im Jahr 2018 begann die Fondazione das Brucknerprojekt anlässlich des 200. Jubiläums des Geburtstags des österreichischen Komponisten Anton Bruckner (1824–1896). Im Verlauf dieses Projekts spielen die Wiener Philharmoniker bis zum Jahr 2024 in bedeutenden Basiliken und Kathedralen Europas alle neun vollendeten Brucknersymphonien.
Austragungsort der 1. Brucknersymphonie war 2018 St. Florian (Österreich), diesem folgt 2019 Berlin sowie Rom.

## Restaurierungsarbeiten
Im Laufe der Jahre hat die Fondazione zu vielen wichtigen Restaurierungen im Vatikan, aber auch in den Basiliken Roms beigetragen. Zu den bedeutendsten zählen:
- Restaurierung der westlichen Außenwand des Petersdomes[3]
- Teilrestaurierung der Cappella Sistina (Cappella di Sisto V) in der Päpstlichen Basilika Santa Maria Maggiore in Rom[4]
- Herstellung eines Mosaikpaneels mit der Darstellung der Muttergottes Salus Populi Romani für das Heiligtum des hl. Johannes Paul II. in Krakau (Polen)
- Herstellung des Mosaikpaneels mit dem Porträt von Papst Franziskus für die Reihe der Päpste in der Päpstlichen Basilika St. Paul vor den Mauern in Rom
- Restaurierung des Tambours der Peterskuppel sowie der Cappella Gregoriana und der Cappella Clementina[5]
- Restaurierung der Deutschen Kapelle in Loreto[6]